# Babatkumpul
Babatkumpul is een bestuurslaag in het regentschap Lamongan van de provincie Oost-Java, Indonesië. Babatkumpul telt 1493 inwoners (volkstelling 2010).